# Стад Сентрафрисьєн
Стад Сентрафрисьєн Токаже або просто «Стад Сентрафрисьєн» (фр. Stade Centrafricain Tocages) — професіональний центральноафриканський футбольний клуб з міста Бангі, який виступає в Лізі ЦАР (вищому дивізіоні національного чемпіонату).

## Історія
Заснований 1940 року в місті Бангі під назвою СКАФ Тоакж. 5-разовий чемпіон країни та 2-разовий володар національного кубку, завдяки чому отримав можливість 5 разів взяти участь у континентальних турнірах. Найкращим результатом став вихід до другого раунду в сезоні 1986 року.

## Досягнення
- Ліга Центральної Африканської Республіки
  -  Чемпіон (5): 1977, 1985, 1989, 2008, 2018

- Кубок ЦАР
  -  Володар (3): 1984, 2001, 2019

## Статистика виступів у континентальних турнірах під егідою КАФ
| Сезон   | Турнір                       | Раунд      | Клуб                | Вдома | На виїздів | Загалом        |
| ------- | ---------------------------- | ---------- | ------------------- | ----- | ---------- | -------------- |
| 1986    | Кубок африканських чемпіонів | Попередній | «Ювеніл Реєс»       | 4-1   | 2-1        | 6-2            |
| 1986    | Кубок африканських чемпіонів | 1          | ФК 105 (Лібревілль) | 2-0   | 0-1        | 2-1            |
| 1986    | Кубок африканських чемпіонів | 2          | ФАР (Рабат)         | 0-1   | 1-6        | 1-7            |
| 1990    | Кубок африканських чемпіонів | Попередній | «Ренесанс»          | 1-0   | 2-2        | 3-2            |
| 1990    | Кубок африканських чемпіонів | 1          | «РК Бафуссам»       | 0-0   | 1-2        | 1-2            |
| 2002    | Кубок володарів кубків КАФ   | Попередній | «Ле Сітадінс»       | 3-2   | 0-4        | 3-6            |
| 2009    | Ліга чемпіонів КАФ           | Попередній | «Аконангуї»         | 1-0   | 0-1        | 1-1 (4-5 пен.) |
| 2018/19 | Ліга чемпіонів КАФ           | Попередній | «Стад Мальєн»       | 0-1   | 0-4        | 0-5            |